# Limnephilus femoralis
Limnephilus femoralis là một loài Trichoptera trong họ Limnephilidae.Loài này được tìm thấy ở miền Cổ bắc và miền Tân bắc.